# Hyppa semiconfluens
Hyppa semiconfluens là một loài bướm đêm trong họ Noctuidae.